# Rovnianka
Rovnianka – potok na Słowacji będący prawym dopływem Wagu. Ma długość 16,5 km.
Cała jego zlewnia znajduje się w Jawornikach. Potok wypływa na wysokości około 700 m u południowych podnóży szczytu Galkovo (851 m). Płynie cały czas w kierunku południowym z niewielkimi zmianami kierunku. Przepływa przez miejscowość Veľké Rovné i Kotešová, w której uchodzi do Wagu na wysokości około 307 m.
Główne dopływy w kolejności od źródeł do ujścia: Žarnovský potok (lewy), Mlynský potok (prawy), Buková (lewy), Švabkovský potok (prawy), Kotešovský potok (lewy). Wzdłuż potoku prowadzi asfaltowa droga.